# 蒙莫罗
蒙莫罗（法語：Montmorot，法語發音：[mɔ̃mɔʁo]），法国东部城市，勃艮第-弗朗什-孔泰大区汝拉省的一个市镇，隶属于隆斯勒索涅区，其市镇面积为11.36平方公里，2022年1月1日时人口数量为3,207人，在法国城市中排名第3,612位。
蒙莫罗位于汝拉省西部，省会隆斯勒索涅市区西侧，是隆斯勒索涅的一个近郊卫星城。

## 地名来源

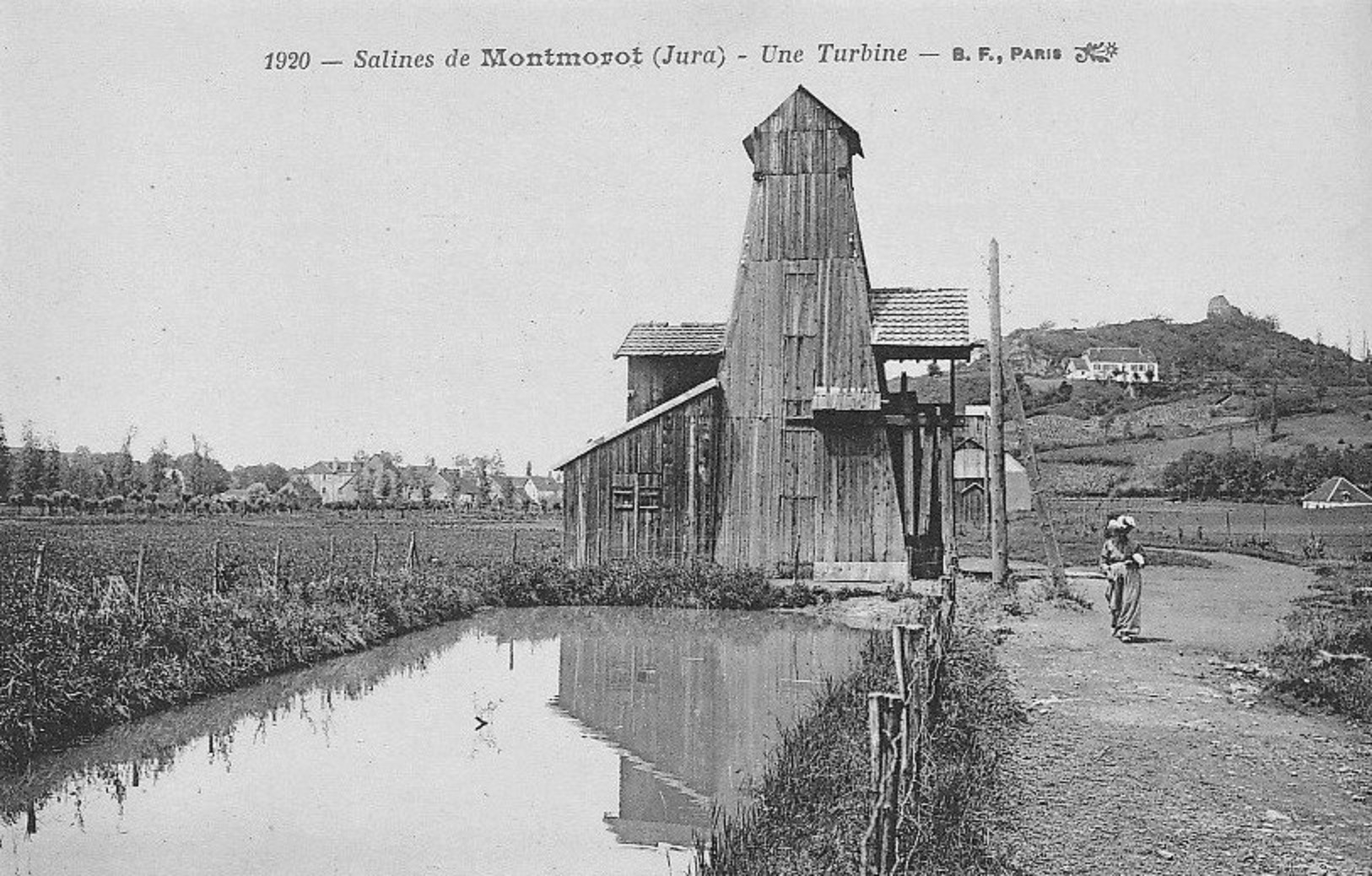
20世纪初的蒙莫罗盐场

蒙莫罗一名的来源尚存在争议，“morot”可能出自于拉丁语“more”，意为“池沼”，与现代法语单词“mare”对应。

## 历史
蒙莫罗的早期历史尚不清楚，当地历史上长期为隆斯勒索涅附近的一处普通村落，被叙尼家族（famille de Sugny）统治。中世纪中后期，蒙莫罗境内发现盐矿资源，随即得到开采。法国大革命后，蒙莫罗成为汝拉省的一个市镇。19世纪时，蒙莫罗境内出现了一处奶酪作坊，后于1965年关闭。20世纪中后期，得益于隆斯勒索涅的城市扩张，蒙莫罗人口数量逐年增加，当地兴建了多处新兴居民区。

## 地理

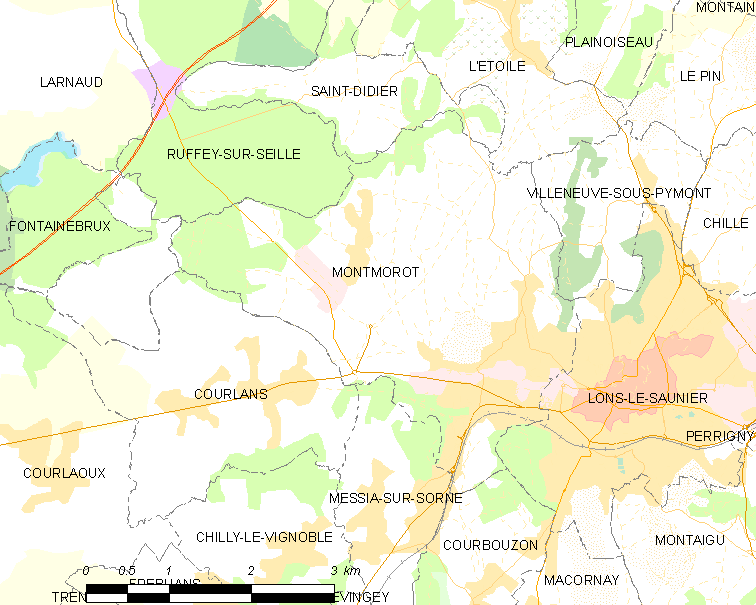
蒙莫罗市镇范围地图

蒙莫罗位于法国东部，勃艮第-弗朗什-孔泰大区东部和汝拉省西部，距离省会隆斯勒索涅大约2公里。与蒙莫罗接壤的市镇包括：塞耶河畔吕费、圣迪迪耶、莱图瓦勒、下皮蒙新城、拉尔诺、库尔朗、隆斯勒索涅、索尔讷河畔梅西亚和库尔布宗。

### 地形
蒙莫罗位于布雷斯平原东部与汝拉山之间的过渡地带，境内以平原和浅丘为主，市镇中心地势较为平坦，全境海拔在233到355米之间。

### 水文
蒙莫罗位于罗讷河流域范围内，瓦利耶尔河自东向西流经镇中心。

### 植被
蒙莫罗属于温带阔叶混交林区，林地多分布于河流附近及市镇范围北部的城堡遗址附近。
在鲜花城市的评比中，蒙莫罗被评为2星级鲜花城市。

### 气候
蒙莫罗在柯本气候分类法中属于带有大陆性特征的温带海洋性气候（Cfb）。

## 行政区划
蒙莫罗的市镇编号为39362，邮政编号为39570。
在行政管理方面，蒙莫罗隶属于法国勃艮第-弗朗什-孔泰大区汝拉省隆斯勒索涅区；在地方选举方面，蒙莫罗隶属于隆斯勒索涅第一县，其市镇范围全境被划入汝拉省第一选区；在社会管理方面，蒙莫罗是隆斯城市圈公共社区的组成部分。
截至2023年8月，蒙莫罗市镇范围内暂无任何城市敏感街区及城市政策优先街区。
法国国家统计与经济研究所（简称）在进行数据统计时，将蒙莫罗及相邻的另外10个市镇设为隆斯勒索涅城市核心区，并将包括核心区在内的周边共89个市镇划为隆斯勒索涅城市区。自2020年起，隆斯勒索涅城市区被包含139个市镇的隆斯勒索涅城市辐射区代替。此外，还将蒙莫罗市镇整体看作一个“块区”（IRIS），以便于统计人口分布情况。

## 交通

### 公路
法国国道N83线经过蒙莫罗，其境内的路段自2006年起改编号为“D1083”，此外还有汝拉省省道D141线、D351线和D678线在蒙莫罗境内交汇。勃艮第-弗朗什-孔泰大区下属的城际客运提供巴士线路，可前往卢昂和多勒。
2019年，76.3%的蒙莫罗家庭拥有至少一辆私人汽车。2017年，蒙莫罗境内共发生各类交通事故1起，造成1人重伤。
| 8 | 9 |

| 隆斯勒索涅 | 2.5 |

| 布莱特朗 | 11 |

| 卢昂 | 25 |

### 铁路
蒙莫罗位于穆沙尔－布雷斯地区布尔格铁路上，该铁路在蒙莫罗境内未设有车站。
距离蒙莫罗最近的运营中的客运铁路车站为3公里外的隆斯勒索涅站，该站停靠往返于贝桑松和布雷斯地区布尔格一线的区域列车，部分车次可直通里昂及贝尔福。

### 航空
距离蒙莫罗最近的民用航空站为56公里外的多勒机场。

### 城市公共交通
蒙莫罗是隆斯勒索涅城市公共交通（商业名称为）是当地的城市公共交通系统。截至2023年8月，该系统共包括四条公交线路及定制公交线路服务，其中公交2路和3路经过蒙莫罗市区。

## 政治

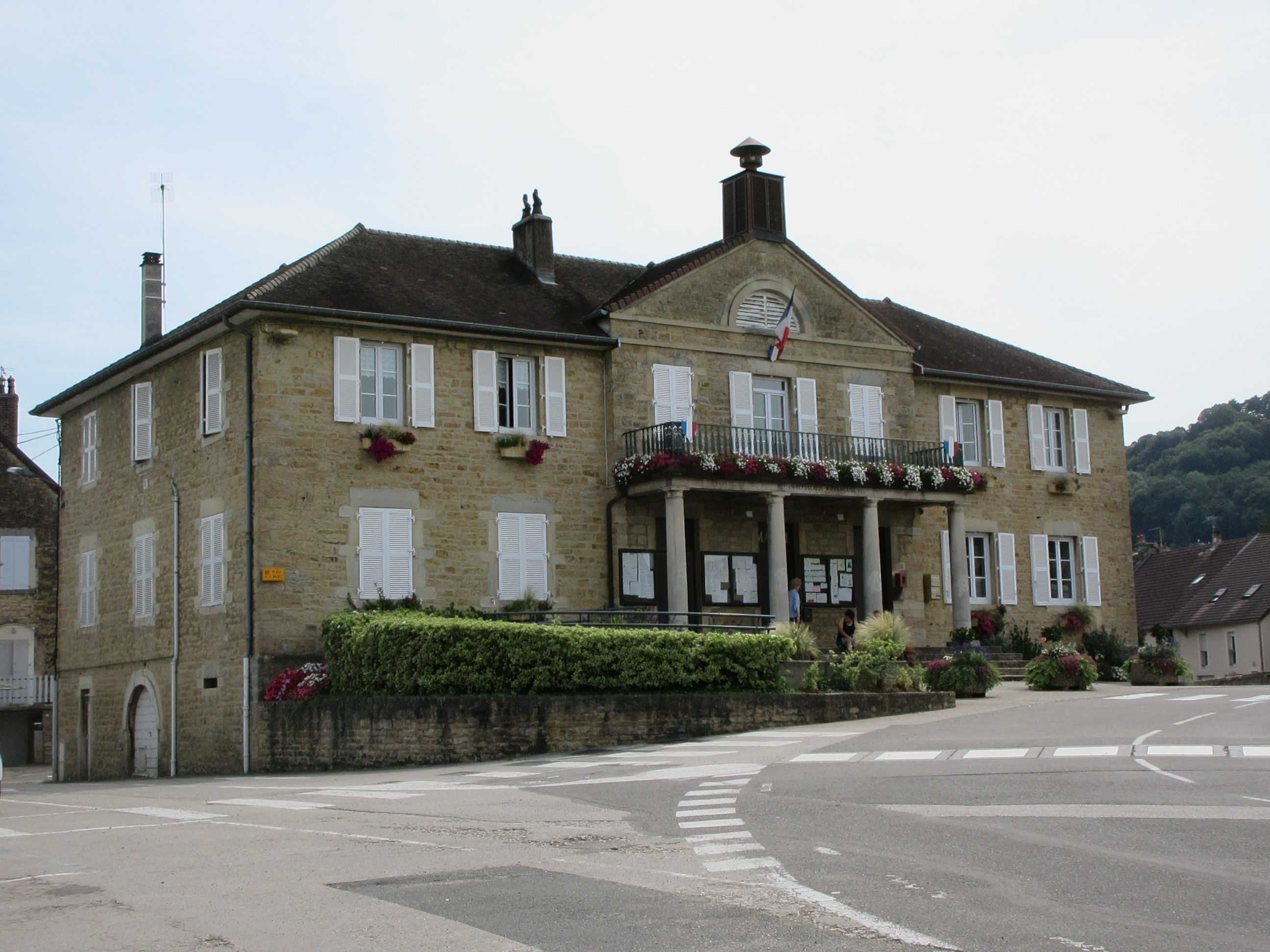
蒙莫罗市政厅

蒙莫罗的现任市长为安德烈·巴尔巴兰先生（André BARBARIN），他是一名左翼无党派人士，在2020年的市政选举中获得了59.94%的支持率。
在2022年的法国总统大选中，法国第25任总统埃马纽埃尔·马克龙在蒙莫罗获得了58.32%的支持率。

## 人口
2020年，蒙莫罗市镇人口数量为3,099，在法国排名第3,612位。其中男性1,438人，女性1,644人，75岁及以上人口占11.9%，外籍人口数量为92人，人口密度为273人/平方公里，当地居民被称为（男性）或（女性）。2020年，蒙莫罗境内出生30人，死亡人口49人。
| 蒙莫罗1901年－2020年人口变化情况 |
|                                  |
| 数据来源：Cassini、INSEE         |

## 经济
蒙莫罗是隆斯勒索涅的一个近郊卫星城。截至2023年8月，蒙莫罗市镇范围内共有各类用人单位（包含自雇）469家，平均历史为17年，其中95.65%为中小型企业（PME），2023年6月至8月间，当地的经济活力指数为0.21%。 （大型零售）、（五金销售）及（危险垃圾处理）是当地2021年营业额最高的三个企业，分别为33,793,003欧元、20,847,531欧元和17,540,777欧元。

## 财政与居民收入
2021年，蒙莫罗的财政收入总额为2,284,210欧元，财政支出总额为1,929,270欧元，当年的债务总额为1,071,880欧元。2021年，蒙莫罗市镇通过增值税获得132,280欧元的收入，此外当地还共获得了231,410欧元的国家直接财政补助。
2019年，蒙莫罗的人均月收入总额为2,133欧元，其中高级职员为3,778欧元，低于法国平均水平（4,230欧元）；中级职员为2,311欧元，低于法国平均水平（2,411欧元）；普通职员为1,653欧元，亦低于法国平均水平（1,740欧元）。
2019年，蒙莫罗境内的贫困率为11%，青壮年（15至64岁）失业率为10.0%；当地48.9%的家庭拥有纳税资格，平均纳税2,631欧元，低于法国平均水平（4,393欧元）。

## 社会事务

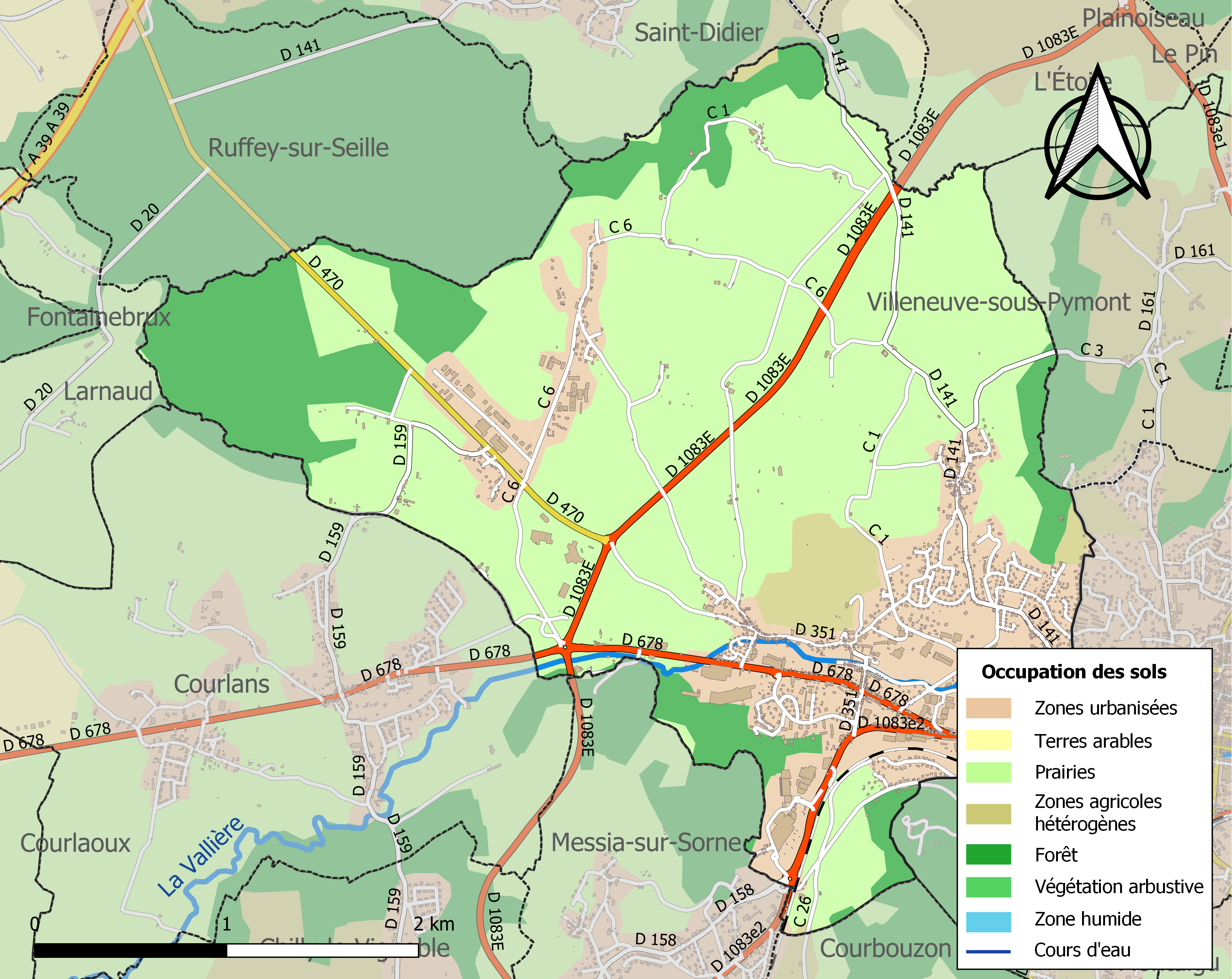
蒙莫罗土地利用情况地图

### 教育
蒙莫罗属于贝桑松学区。截至2021年1月1日，蒙莫罗境内共有1所幼儿园、1所小学和1所农业高中。

### 医疗
截至2021年1月1日，蒙莫罗境内共有全科医生1名和护士2名。境内共有药房2家、养老院1家。
距离蒙莫罗最近的区域性医疗机构为隆斯勒索涅中心医院，其主病区南汝拉医院（Centre Hospitalier Jura Sud）位于隆斯勒索涅，距离蒙莫罗市区的正常车程大约6分钟，该院设有床位929个，是当地规模最大的公立综合性医院。

### 住房
2019年，蒙莫罗境内共有各类住房1,727套，其中61.7%为独立式居民区，37.9%为集中式居民区。常住房屋占蒙莫罗市镇范围内居民建筑总量的84.5%。
在住房保障政策方面，2021年，蒙莫罗境内共有254户家庭获得了住房经济补助，受益人数占总人口数量的8.2%，其中241份为房租补助。

### 商业
2021年，蒙莫罗境内共有各类实体商铺107家，其中餐厅10家、大型超市3家、杂货店1家、面包房2家、肉铺1家、书店3家、装饰品店1家、银行门店1家、美容美发店6家、汽车维修店14家。市区南部建有大型开放式商业街区，有Hyper U、迪卡侬、Action、Boulanger、BUT、Grand Frais等商场。

### 体育
2021年，蒙莫罗境内共有2间体育馆、2处网球场、3处足球或橄榄球场以及1处篮球或排球场。
截至2023年8月，蒙莫罗奥林匹克（Olympique Montmorot，编号539960）是蒙莫罗境内唯一的一家注册足球俱乐部，其主队2023至2024赛季参加勃艮第-弗朗什-孔泰大区足球联赛丙组（法国第八级别），其主场为莱克罗谢尔体育中心（Centre Sportif des Crochères）。

### 环境
蒙莫罗的环境事务由其所属的隆斯城市圈公共社区联合各级政府协调负责。2021年，蒙莫罗境内共有1家污染企业。

### 治安
蒙莫罗及其附近的共3个市镇是隆斯勒索涅警区的管辖范围。2020年，该警区累计记录各类案件979起，其中盗窃类案件403起，经济类案件98起，毒品交易类案件119起。

## 文化

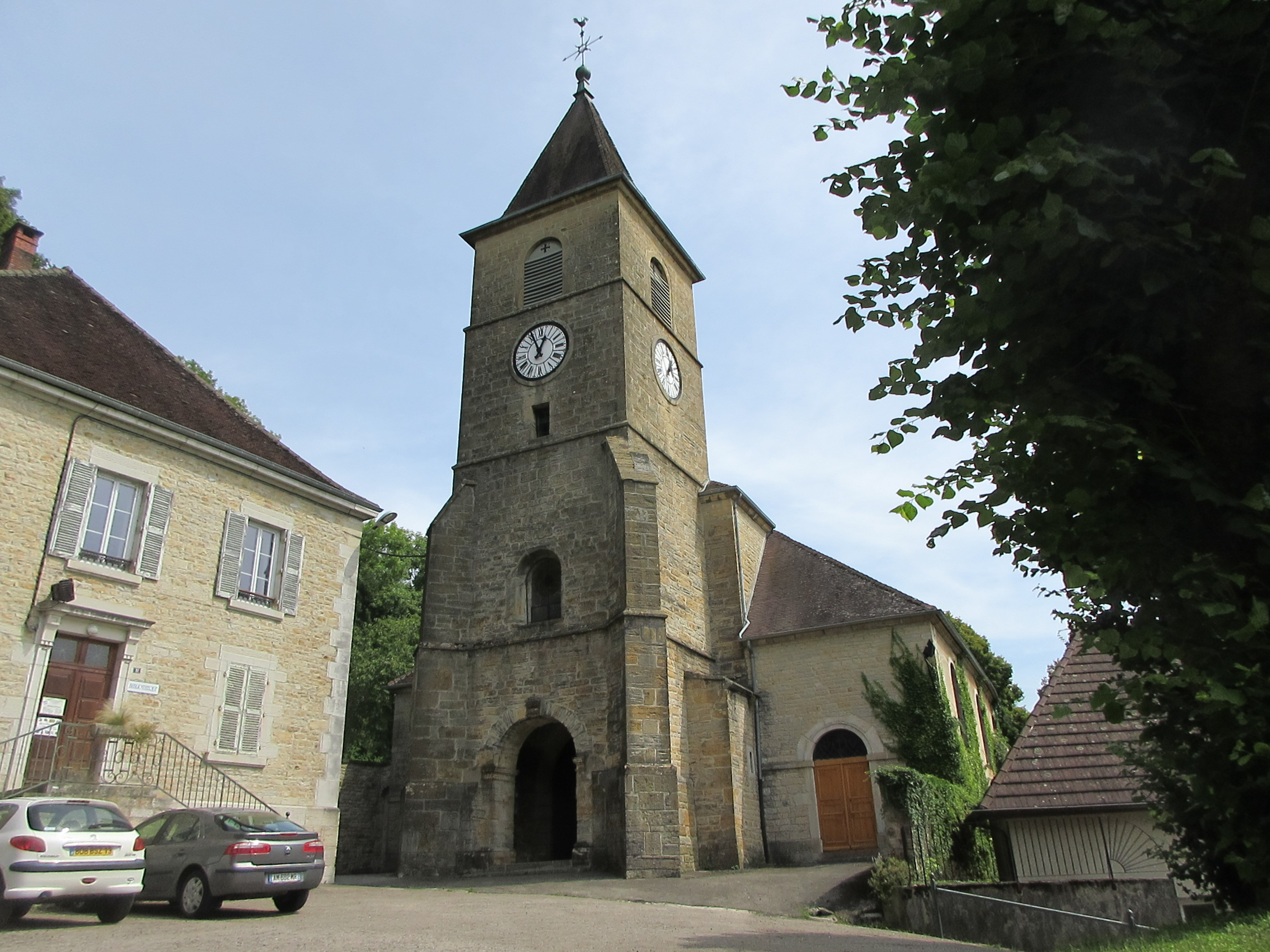
圣格雷瓜尔教堂

2021年，蒙莫罗境内暂无任何文化设施。蒙莫罗市政府提供多媒体中心，除法定节假日外全年向公众开放。

### 建筑
蒙莫罗境内有多处历史建筑，其中圣格雷瓜尔教堂（Église Saint-Grégoire de Montmorot）是当地的地标性建筑物。

### 旅游
蒙莫罗的旅游事务由其所属的隆斯城市圈公共社区负责。2022年，蒙莫罗境内暂无任何游客接待设施。

### 媒体
法国主要的媒体均可在蒙莫罗接收，法国电视三台下属的勃艮第-弗朗什-孔泰大区频道在部分时段播出蒙莫罗所在汝拉省的地方新闻。《汝拉之声》、蓝色法兰西贝桑松广播、天主教法语区广播汝拉省分台等是当地主要的地方性媒体。

## 相关人物
法国演员让·格雷米翁出生于蒙莫罗。

## 友好城市
截至2023年8月，蒙莫罗暂未建立任何友好城市关系。